# معنوی اما نه مذهبی
معنویت‌گرایی دین‌ناباورانه یا معنوی اما نه مذهبی (به انگلیسی: Spiritual but not religious)، عبارتی ابتکاری برای توصیف زندگی معنوی که دین را تنها و بهترین روش برای رشد معنوی نمی‌داند. به شکل سنتی، کلمات مذهبی و معنوی به صورت مترادف برای بیان جنبه‌های مختلف دین به کار گرفته می‌شد؛ اما در کاربرد معاصر، معنوی، اغلب برای بیان دنیای درونی افراد به کار گرفته می‌شود. که بر سلامت و سعادت روان_بدن_ ذهن تأکید دارد. در حالی که دین به ابعاد جمعی و نهادی توجه دارد.
البته همچنانی که ارائه تعریفی جامع برای دین کار دشواری است این مساله در مورد معنویت نیز صادق است. ارلندسون این جنبش را در آمریکا در کتاب خود با عنوان "معنوی نه دینی" در سال 2000 مطرح کرد.

## خاستگاه و آمار جمعیتی
این پدیده احتمالاً در نتیجه جنبش جدید رمانتیکی که از دهه 1960 آغاز شد، ظهور کرد.
جنبش های رمانتیک تمایل دارند از آیین سنتی دور شوند و در تأیید شیوه های عرفانی، غیر عادی و عجیب و غریب شبیه جنبش های معنوی هستند.
اوون توماس ادعا میکند که ابهام و عدم ساختار موجود در جنبش های رمانتیک در جنبش های معنوی نیز وجود دارد.
بر اساس مطالعه ای که توسط مرکز تحقیقات پیو در سال 2012 انجام شد، تعداد آمریکایی هایی که با هیچ دینی ارتباط برقرار نمی کنند از 15٪ در 2007 به 20٪ در 2012 افزایش یافته است ،و این تعداد همچنان در حال رشد است. گفته می شود که یک پنجم مردم ایالات متحده و یک سوم بزرگسالان زیر 30 سال با هیچ مذهبی ارتباط ندارند اما به نوعی معنوی بودن را درک میکنند. از این تعداد آمریکایی های غیرمستقیم مذهبی، 37٪ خود را به عنوان معنوی طبقه بندی می کنند اما مذهبی نیستند، در حالی که 68٪ می گویند به خدا ایمان دارند و 58٪ احساس ارتباط عمیق با زمین دارند.
اقبال به معنویت گرایی در بین مردم و پژوهشگران به حرکت روندهای فرهنگی اجتماعی به سمت نهادزدایی، شخصی سازی و جهانی سازی مرتبط بوده است.
جایگزینی نسلی به عنوان یک عامل قابل توجه در رشد افراد غیر وابسته به  ساختار دین شناخته شده است.
از نظر جمعیتی، تحقیقات نشان داده است که جمعیت غیروابسته مذهبی جوان تر، عمدتا مرد و 35٪ آنها بین سنین 18 تا 29 سال هستند. برعکس، فقط 8٪ افراد غیر وابسته به دین 65 سال و بالاتر هستند. در کل کسانی که به مذهب سازمان یافته وابسته نیستند، 56٪ مرد و 44٪ زن هستند.

## ویژگی ها
به گفته ابی دی، برخی از کسانی که به دین انتقاد می کنند، آن را  نهادی تحمیل گر و انعطاف ناپذیر می دانند.برای بسیاری از مردم، معنوی بودن اما نه دینی، رد دین به طور کامل نیست، بلکه نمی خواهد توسط نهادهای دینی محدود شود
به گفته لیندا مرکادانت، جنبش معنوی اما نه دینی به طور کلی موضع قاطعانه ضد جرم اندیشی دارند. آنها نه تنها ادعا می کنند که ایمان و باور غیر ضروری است، بلکه بالقوه مضر است یا حداقل مانعی برای معنویت است.
به گفته فیلیپ دی کنسن، بسیاری از کسانی که به عنوان معنوی نه دینی شناخته می شوند، بین  معنویت شخصی و عضویت در یک سازمان مذهبی متعارف چالش دارند. بیشتر آنها برای کنجکاوی، آزادی فکری و رویکرد تجربی به دین ارزش قائل هستند. بسیاری تا آنجا پیش می روند که دین سازمان یافته را دشمن اصلی معنویت اصیل می دانند و ادعا می کنند که معنویت بازتاب خصوصی و تجربه خصوصی است - نه  آیین عمومی.
"مذهبی" بودن یک مفهوم نهادی را به همراه دارد، معمولاً با سنت های ابراهیمی همراه است تا در مراسم عبادی شرکت کنند، در مقابل، "معنوی" بودن، به معنای تمرین شخصی و توانمندسازی شخصی است که باید با عمیق ترین انگیزه های زندگی انجام شود.
در نتیجه، در فرهنگهایی که به شدت به ساختارهای نهادی مشکوک هستند و برای آزادی و خودمختاری فردی ارزش زیادی قائل هستند، معنویت معنای بسیار مثبتی دارد، در حالی که به  مذهب ، دید منفی وجود دارد.

## نقد
برخی این جهان بینی را محصولی از فرهنگ مصرف کننده سکولار آمریکایی توصیف کرده است و بسیار دور از جامعه. افرادی که ادیان باستان را کسل کننده اما خود را منحصر به فرد و جذاب می دانند.
منتقدان دیگر ادعا می کنند که در جهان بینی "معنوی اما نه مذهبی"، خودشناسی و رشد خود با مسئله خداشناسی مساوی شده است، و توجه فرد را به سمت درون و خود معطوف می کند. در نتیجه، نیروهای سیاسی، اقتصادی و اجتماعی که جهان را شکل می دهند مورد غفلت قرار می گیرند و بدون هیچ گونه مراقبتی رها می شوند.
بعلاوه، برخی از محققان، سطح معنوی نسبی اعمال خاص در این جنبش اشاره کرده اند. عرفان کلاسیک در ادیان بزرگ جهان به تخصیص مستمر غالباً به شکل زهد طولانی مدت، توجه گسترده به نماز و تزکیه  نیاز دارد. در مقابل، در این جنبش افراد  تشویق می شوند که به طور تفننی  اعمال معنوی را انجام دهند آن هم به شیوه های معنوی غالباً غیر معمول ، غیر سخت گیرانه و بدون برنامه و  اولویت بندی .